# 苏伦·巴德拉尔

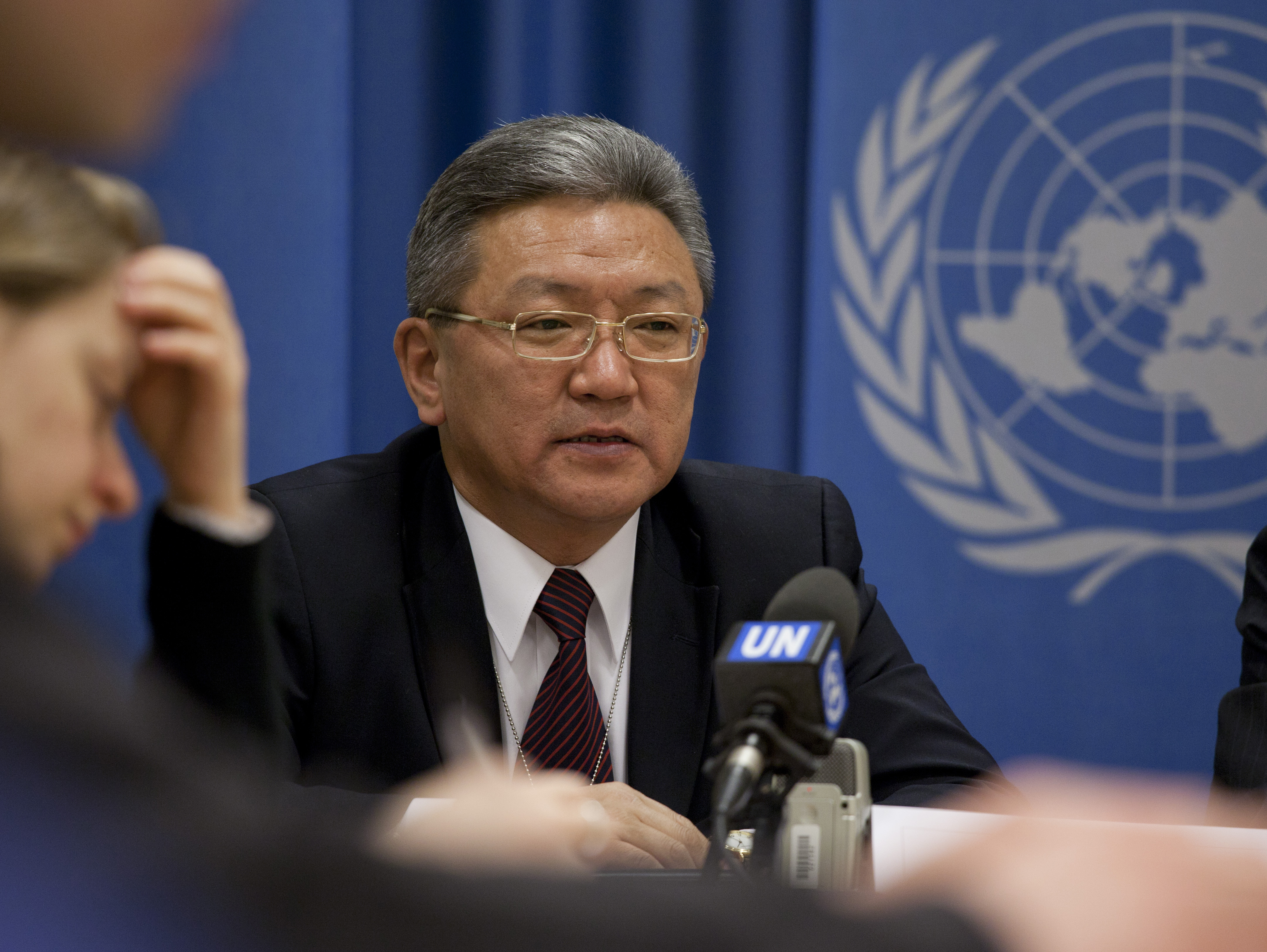
2012年3月1日，蒙古无任所大使巴德拉尔参加在日内瓦召开的民主共同体理事会会议的新闻发布会

苏伦·巴德拉尔（英語：Suren Badral，？—）蒙古族，籍贯不详，蒙古国外交官。

## 生平
巴德拉尔自莫斯科国立国际关系学院获得了国际贸易学士学位。后来在夏威夷大学获得了经济学硕士学位。
巴德拉尔曾任蒙古国总理的外交政策顾问和经济政策顾问。曾任蒙古国常驻联合国副代表，参与了许多国际组织的谈判，包括世界贸易组织、裁军谈判会议，以及在蒙古驻瑞士和列支敦士登大使馆的副首席代表。他还被任命为蒙古常驻联合国亚太经社理事会副代表，蒙古驻老挝和泰国副首席代表。
此外，他还曾任第六次和第七次中国、蒙古和俄罗斯三方政府间运输协议草案谈判会议的主席；世贸组织与贸易有关的投资措施委员会（TRIMs）主席；裁军会议代理主席。他经常应邀参加各种国际论坛。他是设在乌兰巴托的国际内陆发展中国家智库临时主任。